# 圣若瑟堂 (胡志明市)

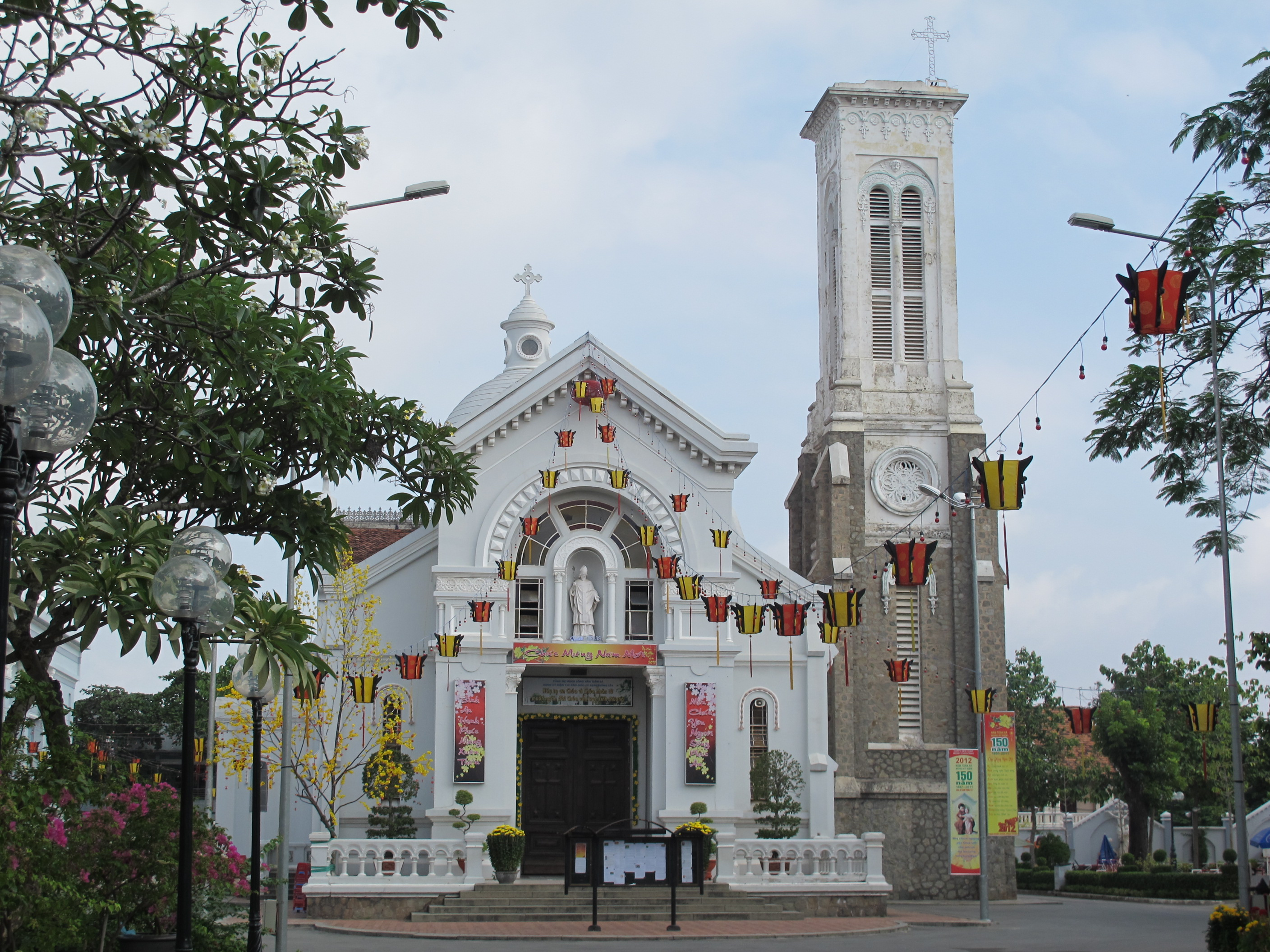
立面

圣若瑟堂（越南语： Nhà thờ Thánh Giuse，法语：église Saint-Joseph）是一座天主教教堂，属于天主教胡志明市总教区，位于越南胡志明市（原名西贡）旧邑郡第十一坊光中皇帝街 53/7号。供奉圣若瑟。
它建于1921年至1924年的法属印度支那，罗曼-拜占庭风格，灵感来自拉文纳主教座堂。入口上方为圣德尼雕像。内部装饰有许多花窗玻璃，描绘 聖亞納、瑪利亞瑪達肋納、圣勿洛尼迦、圣女贞德、圣女任曼娜等圣人。
该堂内部装饰有华丽的镶嵌艺术。
半圓形后殿的祭台装饰有代表耶稣受难的马赛克。

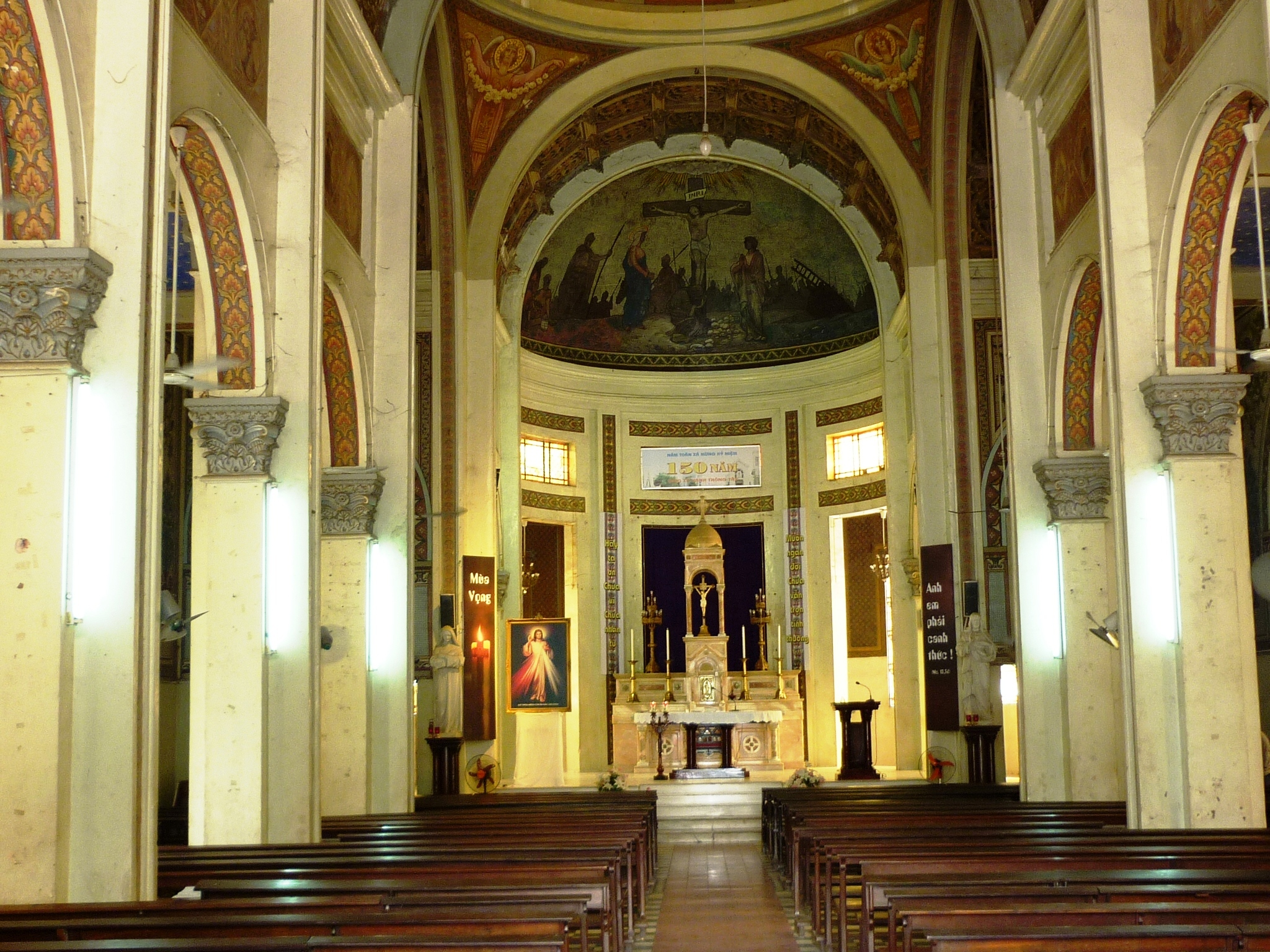
内部
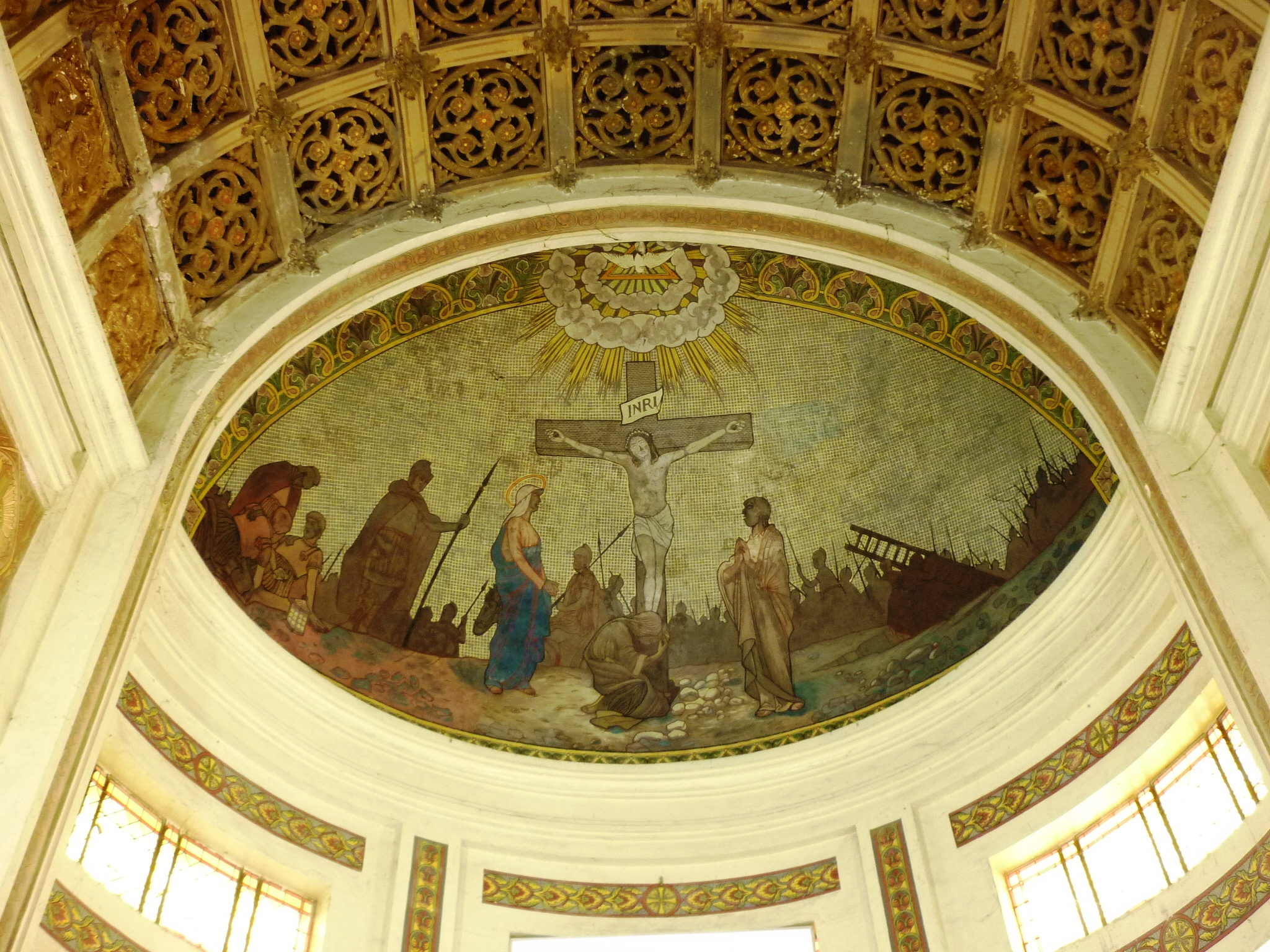
半圓形后殿
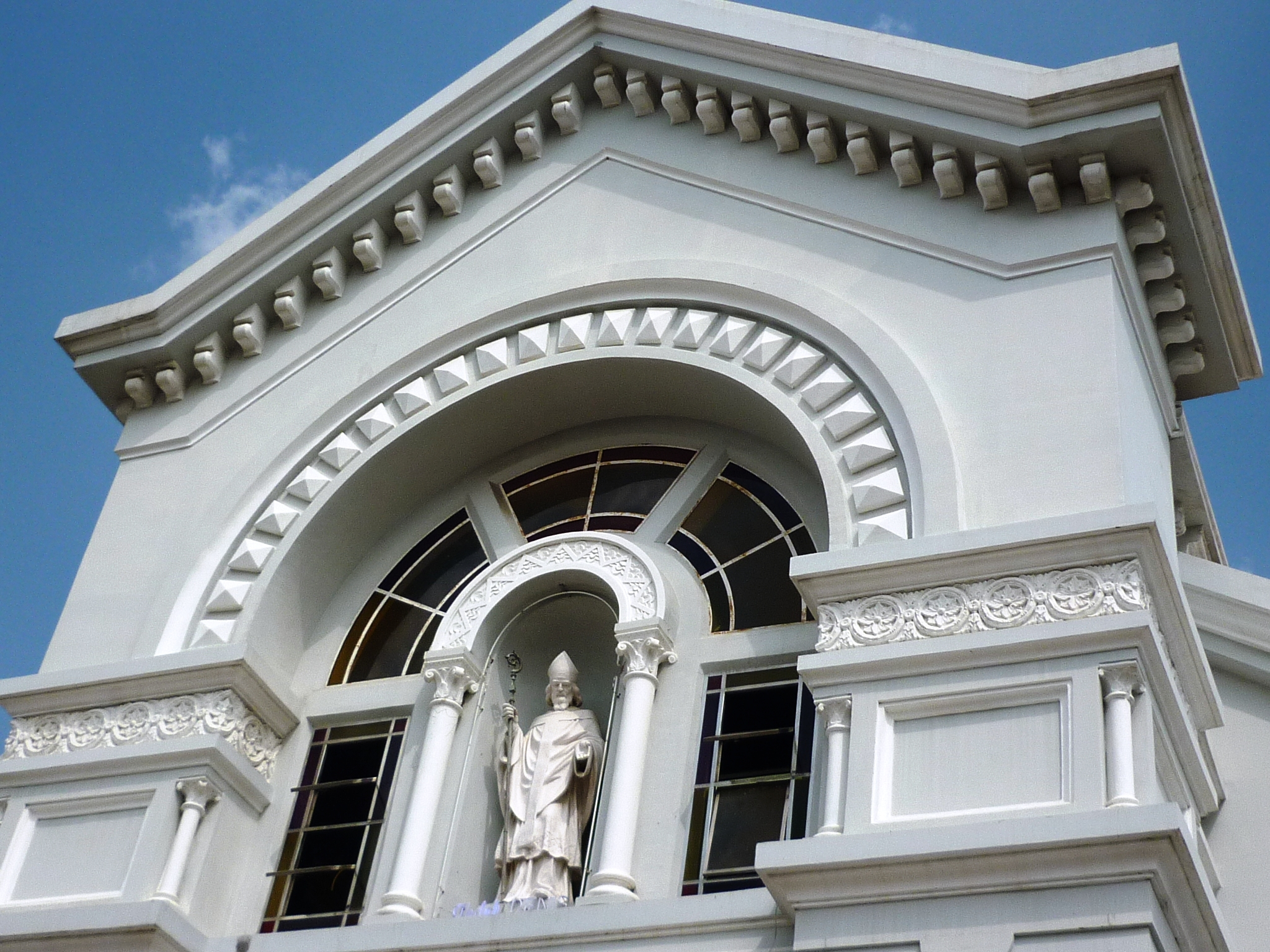
圣德尼雕像